# Districtul Bad Kissingen
Districtul Bad Kissingen este un district rural (în germană Landkreis) din regiunea administrativă Franconia Inferioară, landul Bavaria, Germania.

## Orașe și comune
| orașe 1. Bad Brückenau (7.238) 2. Bad Kissingen (21.388) 3. Hammelburg (11.907) 4. Münnerstadt (8.019) comune (târg) 1. Bad Bocklet (4.575) 2. Burkardroth (7.906) 3. Elfershausen (2.998) 4. Euerdorf (1.617) 5. Geroda (938) 6. Maßbach (4.843) 7. Oberthulba (5.177) 8. Schondra (1.832) 9. Sulzthal (935) 10. Wildflecken (3.285) 11. Zeitlofs (2.233) | comune 1. Aura a.d.Saale (879) 2. Fuchsstadt (1.851) 3. Motten (1.935) 4. Nüdlingen (4.257) 5. Oerlenbach (5.298) 6. Wartmannsroth (2.310) 7. Oberleichtersbach (2.144) 8. Ramsthal (1.201) 9. Rannungen (1.227) 10. Riedenberg (1.110) 11. Thundorf in Unterfranken (1.191) |

1. 1 2  GeoNames